# Instrucciones de Hordyedef
Las Instrucciones de Hordyedef (o Dyedefhor) forman parte de la literatura didáctica del Imperio Antiguo egipcio.

## Descripción
El texto, como el resto de las Instrucciones o Admoniciones, tienen el formato de consejos de un padre a su hijo, al que orienta sobre cómo comportarse en la vida para tener éxito en sociedad. Su fama fue especialmente grande durante los períodos de reactivación clasicista, cuando tanto él como los otros sabios del Imperio Antiguo se convirtieron en modelos para los aspirantes a escritores.

## Datación
Son las Instrucciones (sbȝyt) más antiguas conocidas, y están datadas en la época de la cuarta dinastía (siglo XXV a. C.), siendo anteriores a las de Kagemni y Ptahhotep. Sólo se conocen algunos fragmentos del comienzo del texto, conservados en ostraca del Imperio Nuevo y en una tablilla de madera del Periodo tardío.

## Autor
Las primeras líneas establecen que el príncipe Hordyedef, hijo de Jufu, es el autor de las Instrucciones. En la antigüedad Hordyedef disfrutaba de una reputación de sabio, su nombre aparece en el Papiro Westcar, y de acuerdo con el Canto del arpista de la tumba del faraón Intef se le tiene en la misma consideración que a Imhotep. En una sociedad donde era rara la instrucción, la capacidad de leer y de escribir parecía casi mágica en sí misma: todas las palabras escritas tenían poder, así que todos los autores adquirían fama de tener amplios conocimientos.

### Citas
1. 1 2  Pinch: op. cit., pág. 49
2. ↑  Bard: op. cit., pág. 41.
3. ↑  Lichtheim: op. cit., pp. 58 y ss.
4. ↑  Shaw: op. cit., pág. 90.
5. ↑  Mackenzie: op. cit., pág. 229
6. ↑  Dollinger: op. cit.